# Amy Winehouse
Amy Jade Winehouse, född 14 september 1983 i London, död 23 juli 2011 i Camden i London, var en brittisk sångerska och låtskrivare, känd för sin djupa altröst och sin eklektiska blandning av musikgenrer som rhythm and blues, soul och jazz. Winehouse debuterade 2003 med albumet Frank, som hyllades av kritiker och nominerades till Mercury Music Prize. Uppföljaren, Back to Black, utgavs 2006 tillsammans med hitsingeln "Rehab". Med sex Grammy Award-nomineringar och fem vinster, satte Back to Black det dåvarande rekordet för flest vinster av en kvinnlig artist under en och samma kväll. Detta gjorde Winehouse till den första brittiska kvinnan att vinna fem Grammys, däribland tre inom de fyra huvudfälten: Best New Artist, Record of the Year och Song of the Year.
14 februari 2007 vann hon en BRIT Award i kategorin Best British Female Artist och var även nominerad till Best British Album. Hon har vunnit Ivor Novello Awards tre gånger; 2004 för Best Contemporary Song med låten "Stronger Than Me", 2007 för Best Contemporary Song med "Rehab" samt 2008 för Best Song Musically and Lyrically med "Love Is a Losing Game". Back to Black var 2000-talets bästsäljande album i Storbritannien. Winehouse har nämnts som en influens till populariteten av kvinnliga musiker och soulmusik samt för att ha återvitaliserat brittisk musik.
27 år gammal hittades Amy Winehouse död den 23 juli 2011 i sin bostad i Camden i norra London. Den 26 juli 2011 begravdes hon på Edgwarebury Lane cemetary i norra London. I oktober samma år uppgavs att dödsorsaken var akut alkoholförgiftning.

## Uppväxt
Winehouse föddes i Southgate i norra London i en judisk familj med ryskt påbrå på moderns sida, som influerade hennes intresse för jazz. Winehouse var dotter till Mitchell "Mitch" Winehouse, som var taxichaufför och Janis Winehouse (född Seaton), som var apotekare. Hennes mormor var en gång förlovad med Ronnie Scott. Hon har en fyra år äldre bror, Alex. Mitch brukade sjunga Frank Sinatra-låtar för lilla Amy, som också tog för vana att sjunga så ofta att lärarna hade svårt att få henne att vara tyst på lektionerna. Winehouse föräldrar skildes när hon var nio.
När Winehouse var nio år hade mormodern Cynthia föreslagit att hon skulle söka till Susi Earnshaw Theatre School för vidare utbildning. Vid tio års ålder bildade Winehouse en kortlivad rapgrupp, Sweet 'n' Sour, tillsammans med barndomskompisen Juliette Ashby. Hon läste på Earnshaw i fyra år innan hon sökte till Sylvia Young Theatre School på heltid, men relegerades enligt egen utsago när hon var 14 för att "inte ha lagt manken till" och för att ha piercat näsan. (Sylvia Young själv har dock förnekat detta – "She changed schools at 15 – I've heard it said she was expelled; she wasn't. I'd never have expelled Amy.") Winehouse medverkade med andra barn från Sylvia Young School i ett avsnitt ur TV-serien The Fast Show 1997. Hon har därefter läst vid The Mount School, Mill Hill, BRIT School i Selhurst, Southgate School samt Ashmole School.

## Musikkarriär

### Tidig karriär
Efter att ha lekt med sin brors gitarr fick Winehouse sin första gitarr när hon var 13 och började skriva musik ett år senare. Kort därefter började hon arbeta som kändisjournalist för tidskriften World Entertainment News Network samtidigt som hon sjöng i den lokala gruppen Bolsha Band. I juli 2000 blev hon den utvalda kvinnliga sångaren i jazzorkestern National Youth Jazz Orchestra, där hennes influenser var Sarah Vaughan och Dinah Washington. Winehouse spelade in en demo som hennes dåvarande pojkvän, soulsångaren Tyler James, skickade in till en A&R, och hon fick 2002 kontrakt med Simon Fullers 19 Management. Hennes blivande A&R-företrädare på Island/Universal Music, Darcus Beese, hörde henne av en tillfällighet när The Lewinson Brothers manager visade honom några produktioner från sina klienter, där bland annat Winehouse gästade på sång. När han frågade vem sångerskan var, svarade managern att han inte var tillåten att säga det. Darcus Beese var dock fast besluten att kontraktera henne och efter månader av rundfrågningar fick han till slut reda på vem sångerskan var. Under tiden hade Winehouse redan spelat in en rad låtar och skrivit på publiceringskontrakt med EMI. Genom förläggarna formade hon ett arbetsförhållande med producenten Salaam Remi. Beese introducerade Winehouse för sin chef, Nick Gatfield, och Islands överhuvud delade hans entusiasm i att anlita den unga artisten.

### Frank
Winehouses debutalbum, Frank, gavs ut den 20 oktober 2003, huvudsakligen producerat av Salaam Remi. Flera av låtarna var jazzinfluerade och förutom två covers skrevs alla låtar till viss del av Winehouse. Albumet blev varmt mottaget med komplimanger över den "coola, kritiska blicken" i dess texter, och hennes röst jämfördes med Sarah Vaughan och Macy Gray.
Albumet gick högt upp på den brittiska albumlistan 2004 när det nominerades till BRIT Award i kategorierna British Female Solo Artist och British Urban Act. Det har därefter sålt platina. Senare under 2004 vann hon Ivor Novello Awards för Best Contemporary Song, tillsammans med Salaam Remi, med hennes bidrag till den första singeln "Stronger Than Me". Det var även nominerats till Mercury Music Prize. Samma år uppträdde hon vid Glastonburyfestivalen, V Festival, Festival International de Jazz de Montréal samt på Jazzworld-scenen. Efter utgivningen av albumet kommenterade Winehouse att hon var "endast 80 procent bakom albumet" på grund av medräknandet av hennes skivbolag på vissa låtar samt mixningar hon ogillade. Skivans övriga singlar var "Take the Box", "In My Bed"/"You Sent Me Flying" och "Fuck Me Pumps"/"Help Yourself".

### Back to Black

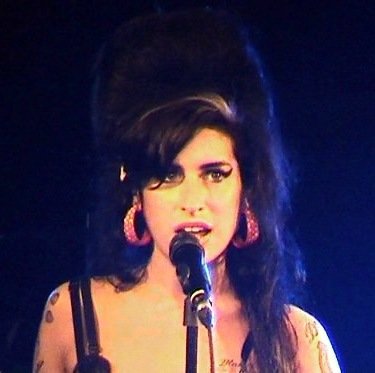
Winehouse i Berlin, 2007.

I kontrast till Winehouse jazzinfluerade tidigare album, skiftade hennes fokus nu till 1950- och 1960-talens tjejgrupper. Winehouse hyrde New York-sångerskan Sharon Joness forna band, The Dap-Kings, till att uppbacka henne både i studion och live. I maj 2006 medverkade tidiga versioner av låtarna "You Know I'm No Good" och "Rehab" i Mark Ronsons radioprogram på East Village Radio. Dessa var några av de första låtarna som spelades på radio efter "Fuck Me Pumps", och båda kom senare på hennes andra album. Det 11-spåriga albumet producerades helt av Salaam Remi och Ronson. I en intervju från 2010 nämnde Ronson att han gillade att arbeta med Winehouse eftersom hon var rättfram när hon inte tyckte om det han gjorde. Man började marknadsföra Back to Black och i oktober 2006 återlanserades Winehouses webbplats med ny layout och klipp från tidigare outgivna låtar. Back to Black gavs ut i Storbritannien den 30 oktober 2006. Det kom etta på den brittiska albumlistan flera gånger och gick in på sjunde plats på Billboard 200 i USA. Det var det bästsäljande albumet i Storbritannien under 2007, med över 1,85 miljoner sålda exemplar under årets lopp.
Albumet hade en rad framgångsrika singlar. Den första av dessa var "Rehab", som nådde topp 10 i Storbritannien och USA. Tidskriften Time beskrev "Rehab" som 2007 års bästa låt. Skribenten Josh Tyrangiel hyllade Winehouse för hennes förtroende med orden "Vad hon är, är snacksalig, rolig, het och mycket möjligt galen" och "Det är omöjligt att inte förföras av hennes originalitet. Kombinera det med produktion av Mark Ronson som refererar fyra decennier av soulmusik utan att härma det, och du har 2007 års bästa låt." Albumets andra singel var den ledande singeln i USA, kallad "You Know I'm No Good" och gavs ut i januari 2007 med en remix innehållande rapsång av Ghostface Killah. Den nådde plats 18 på den brittiska singellistan. Titelspåret, "Back to Black", utgavs i Storbritannien i april samma år och kom som bäst på plats 25, men var desto mer framgångsrik i övriga Europa. "Tears Dry on Their Own", "Love Is a Losing Game" och "Just Friends" blev också singlar, men nådde inte upp i samma popularitet.
En deluxeutgåva av Back to Black lanserades i Storbritannien den 5 november 2007. Bonusskivan innehåller b-sidor, sällsynta och liveinspelade låtar såväl som "Valerie". Winehouse första DVD, I Told You I Was Trouble: Live in London, utkom samma dag. Den innehåller 18 livelåtar inspelade vid O2 Shepherds Bush Empire i London samt en 50-minuters dokumentär. Frank gavs ut i USA den 20 november 2007 och fick positiv kritik, och debuterade på plats 61 på Billboard 200.
Utöver hennes egna album har Winehouse samarbetat på andra artisters singlar. Hon sjunger på låten "Valerie" på Ronsons soloalbum Version. Låten nådde andra plats i Storbritannien vid utgivningen i oktober och nominerades vid 2008 års BRIT Award för Best British Single. Hon gästar även Mutya Buena (känd från Sugababes) på "B Boy Baby", utgiven i december 2007 som den fjärde singeln från Buenas album Real Girl.

## Död

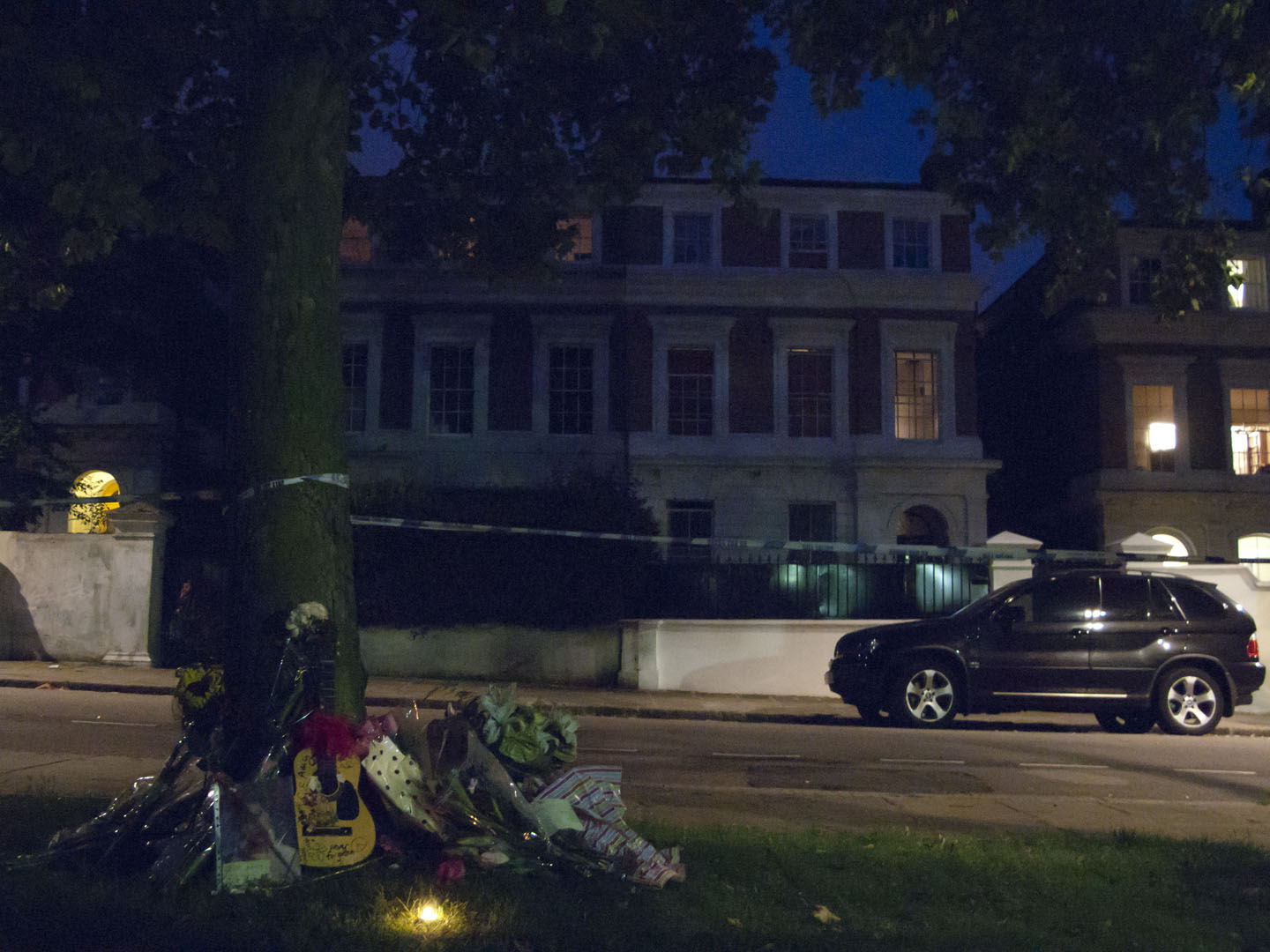
Gåvor placerade utanför Amy Winehouses bostad vid Camden Square kvällen den 23 juli 2011.

Amy Winehouse hittades död i sin bostad i Londonstadsdelen Camden den 23 juli 2011. Det var hennes livvakt som märkte att hon inte andades och ringde efter två ambulanser. Winehouse förklarades död på platsen. Kort därefter bekräftade Metropolitan Police att hon var död. Rättsmedicinska utredare trädde in i lägenheten medan polisen spärrade av gatan utanför. Dödsorsaken uppgavs vara akut alkoholförgiftning med en alkoholhalt på drygt fyra promille i blodet. Hon tillhör, tillsammans med bland andra Janis Joplin och Jim Morrison, 27 Club som består av artister som avlidit vid 27 års ålder. 
Hennes begravning ägde rum den 26 juli 2011 vid kyrkogården Edgwarebury Lane i norra London. Föräldrarna Janis och Mitch Winehouse, nära vännen Kelly Osbourne, producenten Mark Ronson och pojkvännen Reg Traviss var bland de som närvarade vid den privata gudstjänsten som hölls av rabbi Frank Hellner. Där höll hennes far ett tal och akten avslutades med Carole Kings "So Far Away". Winehouse kremerades senare vid Golders Green Crematorium.
Winehouses skivbolag, Universal Republic, utfärdade ett meddelande som löd: "We are deeply saddened at the sudden loss of such a gifted musician, artist and performer". Flera artister har därefter hyllat Winehouse, däribland U2, Green Day, Lady Gaga, Nicki Minaj, Rihanna, George Michael, Adele, Coldplay, Hayley Williams, Kelly Clarkson, Courtney Love och Troye Sivan .

## Musikinfluenser
Winehouse växte upp i en musikalisk familj och fick tack vare sin mor ett tidigt intresse för jazz. Bland de tidiga influenserna fanns en rad äldre jazz- och soulartister som Donny Hathaway, Billie Holiday, Nina Simone, Etta James, Dusty Springfield och Billy Paul. Inför Winehouse andra album, Back to Black, väcktes även ett intresse för traditionella tjejgrupper, men också ska-band, så kallad 2-tone ska, som The Specials, men även The Shangri-Las.
Winehouse har i sin tur nämnts som en influens för en rad efterkommande artister. Den brittiska sångerskan Adele har sagt om Winehouses framgång i USA att den "jämnat vägen" för hennes och Duffys resa till USA. Den amerikanska sångerskan Lady Gaga har sagt att Winehouse banat vägen för hennes framgångar på topplistorna. Hon verkade med hjälp av en metaforisk analogi förklara att Winehouse gjorde det lättare för okonventionella kvinnor att ha mainstreamframgångar inom pop.
Albumet Back to Black och artisten Lily Allens framträdande skapade enligt tidskriften The Sunday Times marknaden för det media under 2009 beskrev som "kvinnornas år", då fem kvinnliga artister nominerades till Mercury Music Prize. Efter utgivningen började skivbolagen leta efter kvinnliga artister med liknande sound samt orädda och experimentella kvinnliga artister i allmänhet. Adele och Duffy tillhörde den andra vågen av artister med ett sound som liknade Winehouses. En tredje våg av kvinnliga artister som trädde fram sedan albumet leds av VV Brown, Florence and the Machine, La Roux och Little Boots. I februari 2010 sa rapparen Jay-Z att Winehouse hade gjutit nytt blod i den brittiska musiken: "There's a strong push coming out of London right now, which is great. It's been coming ever since I guess Amy (Winehouse). I mean always, but I think Amy, this resurgence was ushered in by Amy." I maj 2011 publicerade New York Daily News en artikel om den fortsatta vågen av brittiska kvinnliga artister som varit framgångsrika i USA, hänförd Winehouse och hennes frånvaro. Musikredaktören Charles Aaron på tidskriften Spin har skrivit "Amy Winehouse was the Nirvana moment for all these women," "They can all be traced back to her in terms of attitude, musical styles or fashion". According to Keith Caulfield, chart manager for Billboard, "Because of Amy, or the lack thereof, the marketplace was able to get singers like Adele and Duffy," "Now those ladies have brought on the new ones, like Eliza Doolittle, Rumer and Ellie."

## Diskografi

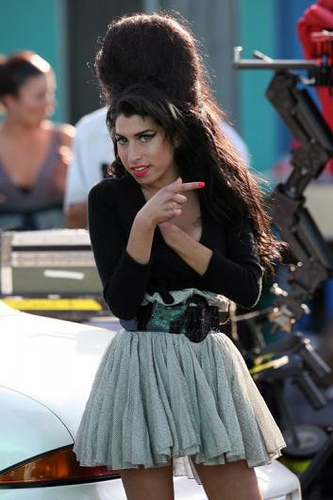
Amy Winehouse i Los Angeles 2007.

### Studioalbum
- 2003 - Frank
- 2006 - Back to Black

### Samlingar
- 2008 - Frank / Back to Black (samlingsbox, 4CD)
- 2011 - Lioness: Hidden Treasures

### Videoalbum
- 2007 - I Told You I Was Trouble: Live in London

### Singlar
- 2003 - "Stronger Than Me"
- 2003 - "Take the Box"
- 2004 - "In My Bed" / "You Sent Me Flying"
- 2004 - "Fuck ne Pumps" / "Help Yourself"
- 2006 - "Rehab"
- 2006 - "You Know I'm No Good"
- 2007 - "Back to Black"
- 2007 - "Tears Dry on Their Own"

### Gästsinglar
- 2007 - "Valerie", med Mark Ronson
- 2007 - "B Boy Baby", med Mutya Buena
- 2010 - "It's My Party", med Quincy Jones
- 2010 - "Body and Soul", med Tony Bennett